# アルフ・ラムゼイ
サー・アルフ・ラムジー（Sir Alfred Ernest "Alf" Ramsey、1920年1月22日 - 1999年4月28日）は、イングランドの元サッカー選手、サッカー指導者。イングランド代表監督として1966年のFIFAワールドカップ・イングランド大会優勝に導いた人物である。

## 経歴

### 選手時代
ラムゼイは1920年にロンドン郊外のダゲナムで生まれた。1943年にサウサンプトンFCで選手経歴を開始した当初はインサイドフォワード（現在の攻撃的MF）としてプレーをしていたが、フルバック（現在のDF）へとコンバートされると顕著な活躍を見せるようになり、1949年に2万1千ポンドの移籍金でトッテナム・ホットスパーFCへ移籍した。トッテナムではアーサー・ロウ監督の速攻を主体とした戦術に適応し、また優れたリーダーシップでチームメイトを統率し「将軍」（the general）の愛称で呼ばれた。ラムゼイはスピードは無いものの、ポジショニングの良さと強烈なタックルを武器に活躍し、ペナルティキックを得意ともしていた。
イングランド代表としては1948年12月のスイス戦でデビューを飾り、1950年のFIFAワールドカップ・ブラジル大会に出場するなど、1954年に代表から退くまで国際Aマッチ32試合に出場し3得点を記録した。一方で、ブラジル大会のアメリカ合衆国戦（試合は0-1でイングランドの敗戦）や、1953年11月にロンドン・ウェンブリースタジアムで行われたハンガリーとの親善試合における歴史的な敗戦（試合は3-6でイングランドの敗戦）にも選手として立ち会っている。

### 監督時代
ラムゼイは1955年に現役を引退すると、直ぐに指導者の道へ進み、同年にイプスウィッチ・タウンFCの監督に就任した。当時3部リーグ所属し、無名選手ばかりで構成されていた弱小クラブを就任2年目の1956-57シーズンに3部リーグ優勝に導き2部リーグ昇格。1960-61シーズンに2部リーグで優勝し1部リーグ昇格へ導くと、1部昇格初年度の1961-62シーズンに1部リーグ優勝へと導いた。
この手腕が認められ、1962年にFIFAワールドカップ・チリ大会終了後にウォルター・ウィンターボトムの後任としてイングランド代表監督に就任した。1963年に敵地のパリで行われた1960 欧州ネイションズカップ、フランス戦が初采配となったが、この試合を2-5で落とし、先行きが不安視された。ここから改革に着手することとなった。この当時の代表選考に関しては、監督の意向よりも代表選考委員会（The team selection committee）の人選が優先されていたが、ラムゼイはその権限を掌握し、自ら代表選手の選考を行った。またウィンターボトムの時代には実現しなかったチームドクターの必要性を説き、帯同させるようになった。
1966年のFIFAワールドカップ・イングランド大会ではウイングを外し中盤の運動量を重視した4-4-2システム（ウイングレス・システム）を採用。地元開催の重圧の中、準決勝でポルトガル、決勝で西ドイツを下し初優勝。1968年のUEFA欧州選手権1968では3位、1970年のFIFAワールドカップ・メキシコ大会ベスト8進出に導いた。しかし、1973年10月に行われたFIFAワールドカップ・西ドイツ大会予選、ポーランドに競り負け予選敗退が決まると、責任を問われ監督を辞任した。
代表監督から退いたラムゼイは、1977年にバーミンガム・シティFCの暫定監督、1979年にギリシャのパナシナイコスのテクニカルディレクターを務めた。

### その後
ラムゼイは1998年に脳梗塞にかかり、翌1999年4月28日にイプスウィッチの病院でアルツハイマー病により亡くなった。79歳没。彼の死後の2002年に、生前の功績が認められイングランドサッカー殿堂入りを果たした。

## エピソード
- 代表監督就任にあたりマスコミやファンに対し「1966年のワールドカップで優勝する」と公言した[2]。ワールドカップの舞台でベスト8以上に進出した経験が無かった同国であったが、この発言から4年後に優勝が実現することとなった。
- 規律を重んじる監督であり、スター選手との対立やそれを擁護するマスコミとの間で軋轢を生んだ。DFで主将を務めたボビー・ムーアとは1964年の海外遠征で練習方法を巡って対立し、しばらくムーアを主将から外した。また天才肌のFW、ジミー・グリーブスを代表から外したことが報道されると、これに激怒。後に謝罪する事態となった[3]。
- 1966年のワールドカップ準々決勝、アルゼンチン戦は荒れた試合展開となり、36分にはアルゼンチンの主将のアントニオ・ラティンが退場処分を受けた。試合は1-0でイングランドが勝利を収めたものの、ラムゼイは試合終了後に「アルゼンチンの選手はアニマル（野獣）だ」と非難した[4]。